# Gunther Soukup
Gunther Soukup (* 1930; † 1997) war ein deutscher Pädagoge und Professor für Pädagogik an der Pädagogischen Hochschule Berlin, später an der Technischen Universität Berlin.

## Leben
Vor seiner Berufung zum Professor war er Mitarbeiter von C.W. Müller. Seit 1968 war er an Forschungsprojekten im Berliner Märkischen Viertel beteiligt.
Er war Mit-Initiator des Vereins und Ehrenvorsitzender der Qualifizierungsvereinigung Berliner Sozialpädagoginnen und Sozialpädagogen e. V., kurz Quabs.
Er ist der Vater von Uwe Soukup und war verheiratet mit einer seiner früheren Studentinnen, Renate Wendland-Soukup.

## Hochschullehre
C.W. Müller charakterisiert die Lehre von Soukup wie folgt:

„Nicht zufällig organisierte Gunther Soukup manche seiner Seminare als erlebnispädagogische Abenteuer mit hohem Leistungsanspruch, der sich allerdings nicht nur auf das Lesen-Schreiben-und-Reden-Können bezog. Wir haben damals in der Tat ein Stück Jugendbewegungskultur an der Hochschule wiederbelebt (… und …) zusammen mit der Mehrzahl der Studierenden nach Formen gesucht, die uns damals als angemessen erschienen.“

Soukup gehörte zu den Mitinitiatoren und Begleitern des „Nyksund-Projekts“, das im Jahr 1984 startete und 1989 wieder beendet werden musste. Das verlassene Fischerdorf auf den Vesterålen in Nord-Norwegen sollte im Rahmen eines „Theorie-Praxis-Seminars“ wieder instand gesetzt werden, um dort eine internationale Jugendbegegnungsstätte aufzubauen. Hochschullehrer verhandelten im Namen der Universität und eines eingetragenen Vereins mit den Hausbesitzern sowie mit der Kommune nebenan und erreichten eine Übernahme vieler Wohnhäuser und der Lagerhallen im Hafen für sieben Jahre – unter vielen Auflagen, aber mietfrei. Ein Sozialpädagoge wohnte jeweils im Sommerhalbjahr durchgehend am Ort und verwaltete bzw. moderierte Gruppen von betreuten Jugendlichen aus verschiedenen westeuropäischen Ländern. Diese renovierten die Häuser, in denen sie kostenfrei für die Zeit der Workshops im Workcamp Nyksund wohnen durften. Es wurde auch zentral gemeinsam gekocht, politisch diskutiert und gefeiert. Zur Enttäuschung der Projektleitung konnte nach 1989 keine Verlängerung der Pacht eines kompletten Dorfes mit den Verantwortlichen erreicht werden.

## Publikationen
- Es kamen härtere Tage : soziale Arbeit zwischen Aufbruch u. Stagnation ; C. Wolfgang Müller zum sechzigsten Geburtstag. hrsg. von Gunther Soukup u. Reinhard Koch, Edition Sozial Verlag: Weinheim ; Basel : Beltz ISBN 978-3-407-55732-2
- Soukup, Gunther: Das Abseits und das Gewöhnliche. Nyksund als Chance der Verfremdung. Weinheim 1992. In: C. Wolfgang Müller und Winfried Ripp (Hrsg.): Tropfen auf dem heißen Stein. 25 Jahre Institut für Sozialpädagogik der TU Berlin, Beltz Verlag, Weinheim 1992, S. 192 ff.
- Soukup, G. (1972). 7 Thesen zur Didaktik der Heimerzieherfortbildung. Eine Zwischenbilanz, in: Neuer Rundbrief 4 / 1972, S. 13 ff
- Gottschalch, Wilfried, Marina Neumann-Schönwetter und Gunther Soukup 1971: Sozialisationsforschung. Materialien, Probleme, Kritik. Frankfurt a. M.: Fischer

## Einzelbelege
1. ↑  Beleg Mitarbeit C.W. Müller.
2. ↑  Beleg Zitat Ein Stück des Wegs zur gemeinsamen dritten Sache
3. ↑  Beleg Nyksund Projekt

| Personendaten    | Personendaten                          |
| ---------------- | -------------------------------------- |
| NAME             | Soukup, Gunther                        |
| KURZBESCHREIBUNG | deutscher Pädagoge und Hochschullehrer |
| GEBURTSDATUM     | 1930                                   |
| STERBEDATUM      | 1997                                   |